# Велика базиліка (Мангуп)
Велика базиліка — загальноприйнята назва руїн православного храму на Мангупі, на думку істориків — головного храму Феодоро та центру Готської єпархії (з 1333 — митрополії). Надія Барміна у роботі «Мангупська базиліка» 1973 року використовувала найменування «храм св. Костянтина та Олени», але в пізніших працях істориків таке посвята не зустрічається і цим ім'ям зараз прийнято називати інший храм. Базиліка розташована в центральній частині плато, біля основи мису Чуфут-Чеарган-Бурун, приблизно за 150 м на північний захід від Палацу князя Олексія. В ансамблі комплексу фортеці та печерного міста «Мангуп-Кале» Велику базиліку оголошено пам'яткою культурної спадщини України національного значення. Руїни базиліки подекуди збереглися на два ряди кладки, північна стіна — на висоту до 2,1 м, розкопки та дослідження пам'ятника вважаються не завершеними.

## Опис
Пам'ятник, на думку істориків, колишній єпископським комплексом, включає власне базиліку, що майже примикає до неї із заходу баптистерій, призначений для хрещення дорослих (пізніше перетворений на каплицю), резиденцію єпископа і терми.
Будівля базиліки, прямокутна в плані, з прибудованими з південної та північної сторін галереями — А. Л. Якобсон відносив її до «елліністичного типу», розмірами, за даними Н. І. Бармін 32,5 на 28,0 м, А. Якобсон наводить розміри 31,5 на 26,2 м, В. Кирилко вказав 30,6 на 19,0 м (без бічних галерей). Храм являв собою тринефну базиліку, розділену всередині двома рядами колон по 6 штук на три.
Якобсон припускав, що колони спочатку були мармуровими, які при перебудовах замінили на виготовлені з місцевого вапняку, що підтверджується наступними розкопками: знайдено мармурові коринфські капітелі і твердо встановлено, що в архітектурному оформленні використовувався проконнесський мармур. Центральний і південний нефи закінчувалися тригранними апсидами. Стіни були викладені у два ряди, «в перев'язок», з великих тесаних блоків (квадрів, середній розмір 1,14 на 0,42-0,46 на 0,17-0,30 м), з вузькою забутовкою між ними, заповненою невеликим шаром дрібного бутового каменю і щебеню, залитого вапняним розчином з домішкою товченої цегли та черепиці стін близько 0,95—0,97 м — приблизно три візантійські фути — поширений ранньовізантійський будівельний стандарт (римська система кладки). При перебудові храм відновлювався за первісним планом і вдруге (іноді з підтесою) використовувалися камені з колишньої кладки, але вже без дотримання строгих будівельних норм. Передбачається, що будівля мала дерев'яний дах і багато вікон.
Вхід у храм спочатку розташовувався із західного боку, але, зведена на початку XV століття «Друга оборонна стіна» пройшла досить близько від нього (через паперть) і було влаштовано новий вхід з південного боку. На кам'яних блоках з боків західного входу були вирізані вписані в коло ранньовізантійські хрести, портал південного був прикрашений різьбленням по каменю у вигляді так званого «сельджуцького ланцюга» — подвійного джгута, що переплітається, і складного рослинного орнаменту. Західний вхід мав укладені на материкову скелю сходинки з кам'яних плит та дерев'яні двері (збереглися гнізда одвірків). Обидва входи вели в притвор, що також мав мозаїчну підлогу (практично не зберігся), з якого в центральну неф також вела сходинка. Вівтарна перешкода була виконана з профільованих мармурових плит, мармур також широко використовувався для оздоблення вівтаря.

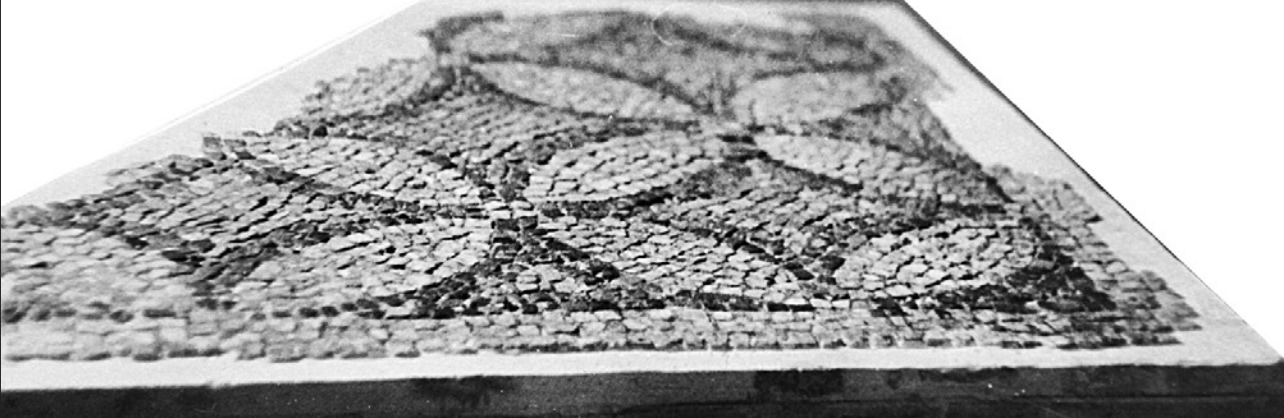
Мозаїка базиліки

Підлоги базиліки були спочатку вимощені багатобарвною мозаїкою з малюнком з кіл, що перетинаються (аналогічний херсонеським), викладена з кубиків чотирьох кольорів: білі з мармуру, темно-червоні (рожеві) з цегли, жовті з місцевого вапняку і чорні. Кола були зображені червоними кубиками і обрамлені чорними, внутрішні сегменти заповнені білими кубиками, що утворилися в результаті перетину ромби — жовтими. Солея викладена кам'яними плитами, покладеними на вапняну основу, про що вперше повідомляв Ф. Браун у 1890 році. Р. Лепер, що в 1912 році знайшов фрагмент мозаїчної підлоги біля північної стінки вівтаря, вважав, що «мозаїчні підлоги прикрашали всю поверхню підлоги біля солеї та амвона». Частина підлоги була вимощена в рідкісній у Криму складній та дорогій техніці пластиночної мозаїки (лат. opus sectile). Згодом, у період Феодоро, залишки мозаїк заклали плитами вапняку та плінфою, а стіни були розписані фресками (в «поемі ієромонаха Матвія», який відвідав Мангуп в 1390-х роках, розпис базиліки, на відміну від мозаїк, не згадується). Фрагменти мозаїк базиліки було знято, законсервовано та передано археологічному музею історичного факультету Сімферопольського університету, який згодом згорів; разом з ним загинули та відреставровані фрагменти мозаїки.

### Хрещальня
Хрещальня, розташована на відстані не більше 1 м на північ від базиліки та призначена для хрещення дорослих, уособлює важливість єпископського комплексу, а взаємне розташування з базилікою вказує на їх одночасне функціонування та взаємодію. Для хрещальні в північній стіні північної галереї були влаштовані два двері: західна призначалася для неофітів, що йдуть до хрещення, а східна — для знову охрещених, які прямували ближче до вівтаря для прийняття першого причастя. Купель була круглою зовні, діаметром 0,92 м, і хрестоподібною зсередини, глибина досягала 0,42 м, зсередини була оброблена цем'янковим розчином, сходинки, судячи з купелі вели зі сходу. Такий тип купелі був поширений у VI столітті. Встановлено два будівельні періоди в історії хрещальні: ранньовізантійський (VI століття, можливо, кінець V століття) та середньовічний, коли хрещальню перебудували в меморіальну каплицю, коли до первісного прямокутника хрещальні прилаштували апсиду для розміщення канунника. Мозаїчні підлоги, спочатку зроблені в техніці «opus tessellatum» були замінені кам'яними плитами, покладеними прямо на мозаїчну підлогу (у новій апсиді підлога була вимощена цеглою). М. Тиханова вважала, що перебудова в каплицю могла статися у X столітті.

### Поховання
Розкопки базиліки, з перших у ХІХ столітті, відкрили безліч поховань різних типів з обох боків центрального нефа, в бічних нефах і у притворі, датовані починаючи з V—VI століття до скоєних вже після руйнування базиліки — 87 гробниць і 482 грунтових поховання. Усього ідентифіковано три яруси християнських поховань — типова картина християнських поховань у церковній будівлі та біля її стін; часто вони відбувалися неодноразово в одній і тій же могилі, поки церква діяла, а після її руйнування весь зайнятий нею простір часто перетворювалося на цвинтар, що фактично сталося з мангупською базилікою. Дослідники розділили поховання на п'ять груп: склепи, мавзолеї, кам'яні ящики, саркофаги та могили, висічені в скелі, що є основним хронологічним показником.

## Середньовічні написи базиліки
За час вивчення на території пам'ятника було знайдено кілька епіграфічних пам'яток, що належать до різних періодів храмового життя. Усі виявлені у храмі написи не датовані і час створення оределяется, переважно, методом палеографічного аналізу.
- Прохання Агапія, Григорія та Іоанна IX—XI століття — 3 написи на уламку вапнякового ранньовізантійського фризу, прикрашеного подвійним рядом листя аканфа, знайденого в 1938 при розкопках М. Тиханової у вимостку хрещальні над однією гробницею Великої базиліки.
- Написи на карнизі X—XI століття — епіграфічна пам'ятка на уламку вапнякового фризу з базиліки — друга частина попереднього карнизу. Містить безліч написів та малюнків у техніці графіті, що датуються істориками періодом від IX до XI століття.
- Прохання -івеї і -ата X—XI століття — напис на плиті з вапняку, розмірами 30,0 см заввишки, 36,0 см шириною і товщиною 17,0 см і знизу обламана, верхній правий кут відколотий. Знайдена під час розкопок палацу Р. Лепером у 1913—1914 році, судячи з усього, була вбудована у його стіну. Зберігається у Херсонеському музеї. Відновлений та перекладений Виноградовим текст ср.-грец. Ὦ ἔ]νδοξε μυ̣[στοδότα (e.g.)], [τὸν θ]εόν σε προσκ[αλοῦμεν] resp. προσκ[αλοῦσιν] [.. ? ..]υ̣βαηα, νύπιος κώμ[ητος τοῦ δεῖνος, καὶ?] [.. ? ..]α̣τ, υἱὸς Μούνζη τοῦ — … [с]лавний Та[йнодавче (?), Б]ога Тобі приз[ива…]ючи, немовля ком[іта і] …ат, син Мунзи… Трактується, як звернення до Бога (або його подяка) знатних феодоритів, один з яких носив титул коміта, ймовірно, з проханням про зцілення згаданої на ім'я дівчинки-немовляти. Палеографічний аналіз дозволяє віднести напис до X—XI століття[17]. Описана В. Латишевим у статті 1918 року[18].
- Напис над іконою Богородиці, XV століття — напис на невеликій арці з вапняку, від якої збереглося 2 фрагменти. Передбачається, що це було обрамлення якогось предмета з напівкруглим верхом — ікони Богородиці, за формою шрифту, відноситься до XV століття. Читаються збережені слова «… Мати Божа…» (ср.-грец. ος Μ(ήτη)ρ Θ…ῦ …Η). Знайдена при розкопках Р. Лепера в 1913 році в районі палацу і базиліки і могла ставитися до будь-якого з цих будівель[19], опублікована Латишевим в 1918 році[18]. В роботі 2000 А. Виноградов повідомляв, що пам'ятник зберігається у фондах Херсонеського музею[20], в капітальній праці 2015 року — що місце зберігання невідоме[19].
- Надгробок Іоанна XIV—XV століття — напис на чотиригранної капітелі я восьмигранної колонки вівтарної перешкоди південної апсиди Великої базиліки, нанесена густою червоною фарбою[21]. Була знайдена при розкопках Р. Лепера в 1912 році і їм же видана[14] у вигляді ср.-грец. Ἰω(άννης) ἐτελιότη (Іоанн помер), напис згадується Н. Бармін[22]. Могла ставитися до похованого десь поряд ктитора храму, сучасне місцезнаходження невідоме, зображень не збереглося[21].
- Надгробок невідомого — надгробний напис на плиті з вапняку товщиною 8,0 см, виконаний у вигляді кола, обламаного зверху та знизу, з урізаним зображенням хреста та рамкою; текст нанесений на ремку. Знайдена в 1938 року при розкопках Великої базиліки М. Тиханової, передбачається, що плита призначалася для вставки в стіну. Виноградов трактує напис ср.-грец. κ̣υ̣μ̣ύ̣θυ τὸ π̣[…]ινὴ Ἰο̣υ̣ν̣ήου θ як Почило д[іття (?)] 9 червня. Палеографічно датується X—XV століттям, зберігається в лапідарії Бахчисарайського історико-культурного заповідника[23].
- Напис на хлібному штампі, X—XII століття — кругла вапнякова плитка діаметром 11,2 см і товщиною 3,5 см. Знайдено в 1976 Н. Барміною при розкопках північної галереї базиліки зберігається в музеї Херсонес Таврійський. Являє собою подібність до просфорного штампу, який ставили на спеціальному хлібі, призначеному для викриття злодія, що практикувалося до XII століття. Текст друку містить 28 віршів з 9 псалма ср.-грец. Οὗ ἀρᾶς τὸ στόμα αὐτοῦ γέμη κ(αὶ) πικρίας κὲ δόλου — «Його ж клятви уста його сповнені суть і прикрості, і лестощів.»[24]
- Літургічний напис X—XIII століття — уривок напису літургійного змісту на верхньому краю вапнякової плитки розмірами 6,0 см заввишки, 12,5 см завширшки і товщиною 2,5 см. Знайдений в 1993 Н. І. Барміною при розкопках південно-західної ділянки базиліки зберігається в музеї Херсонес Таврійський. Палеографічно датується X—XIII століттям[25].

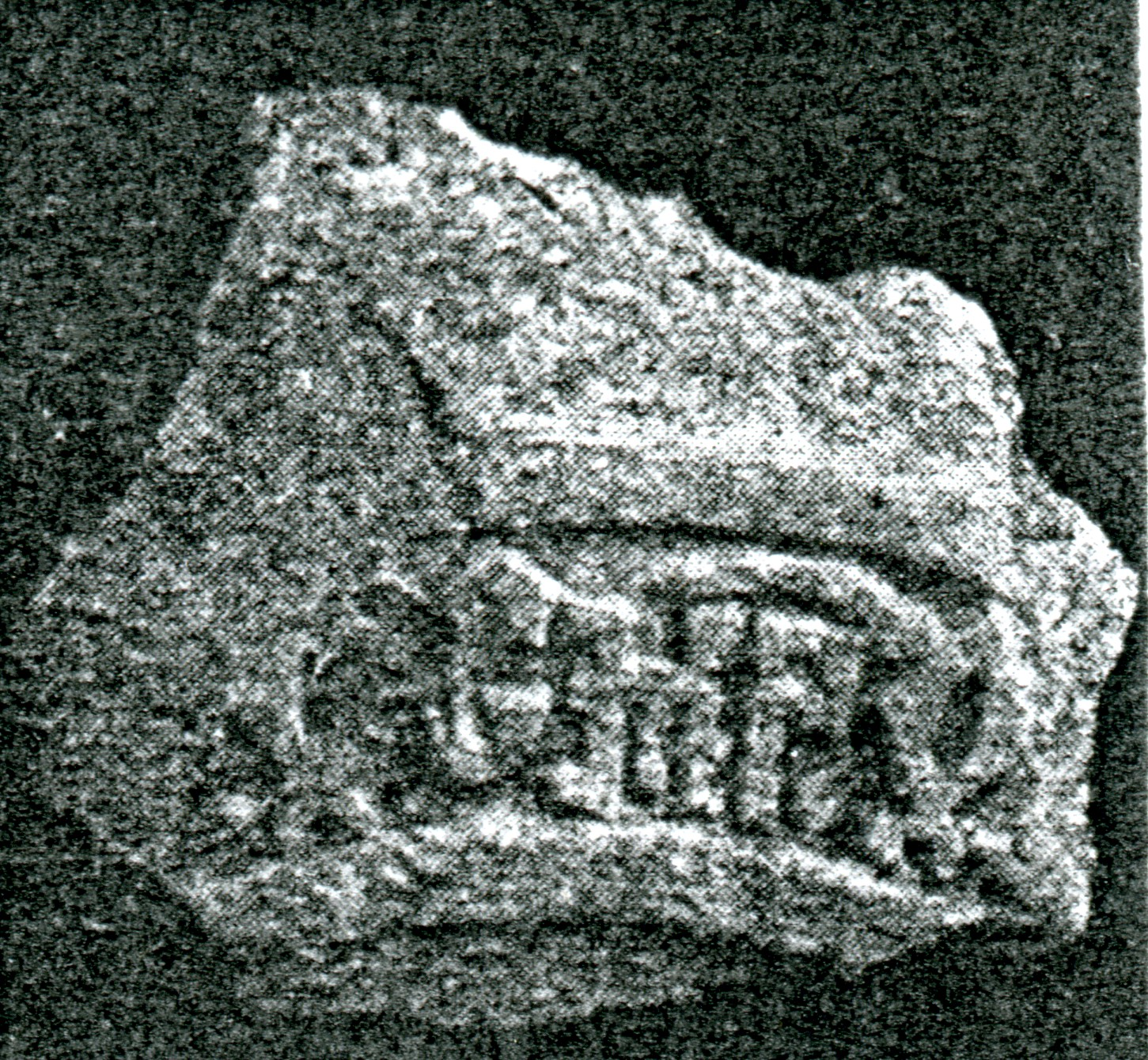
Напис XV століття над іконою Богородиці.
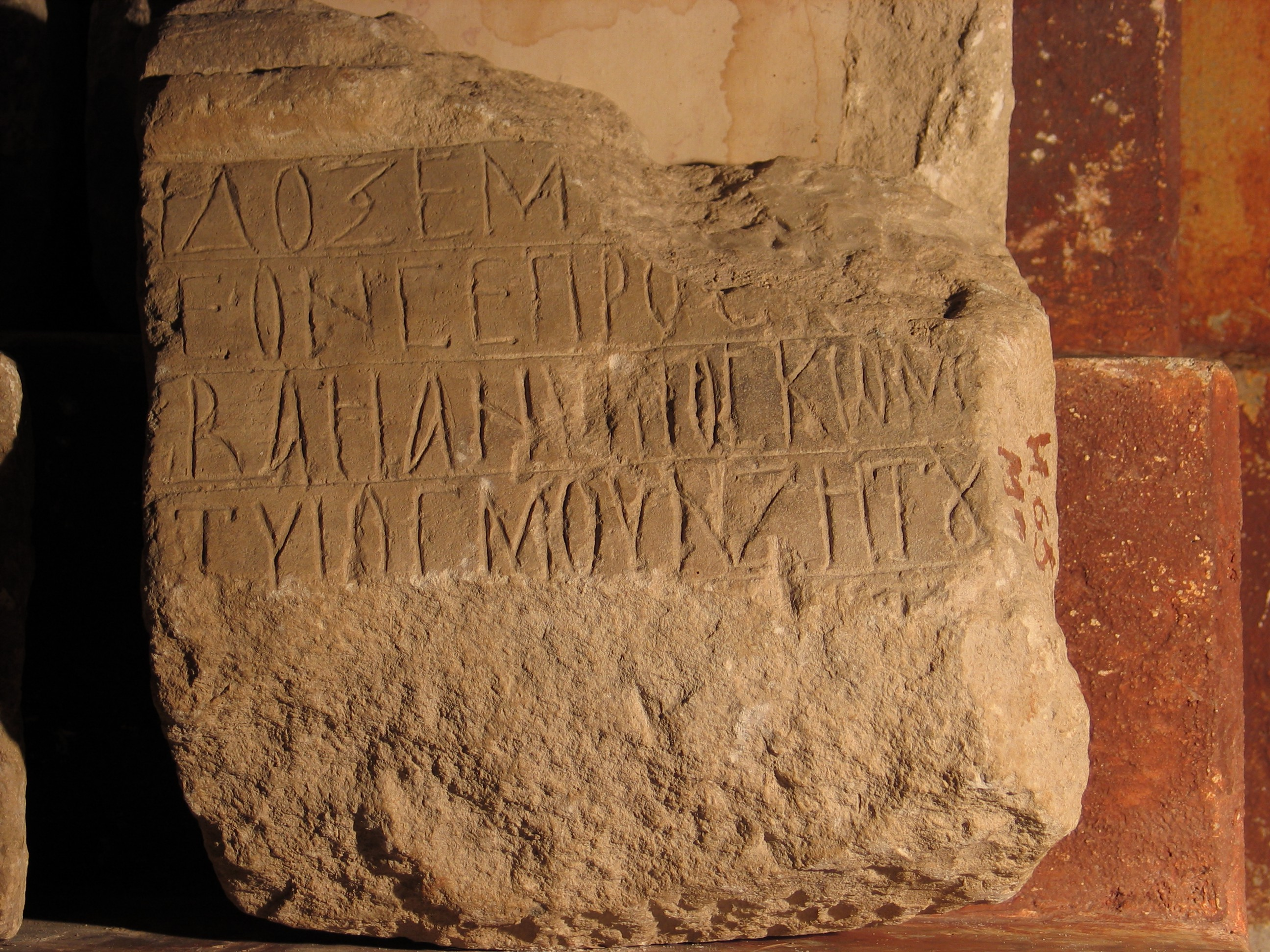
Плита з написом «Прохання -івеї та -ата X-XI століття».
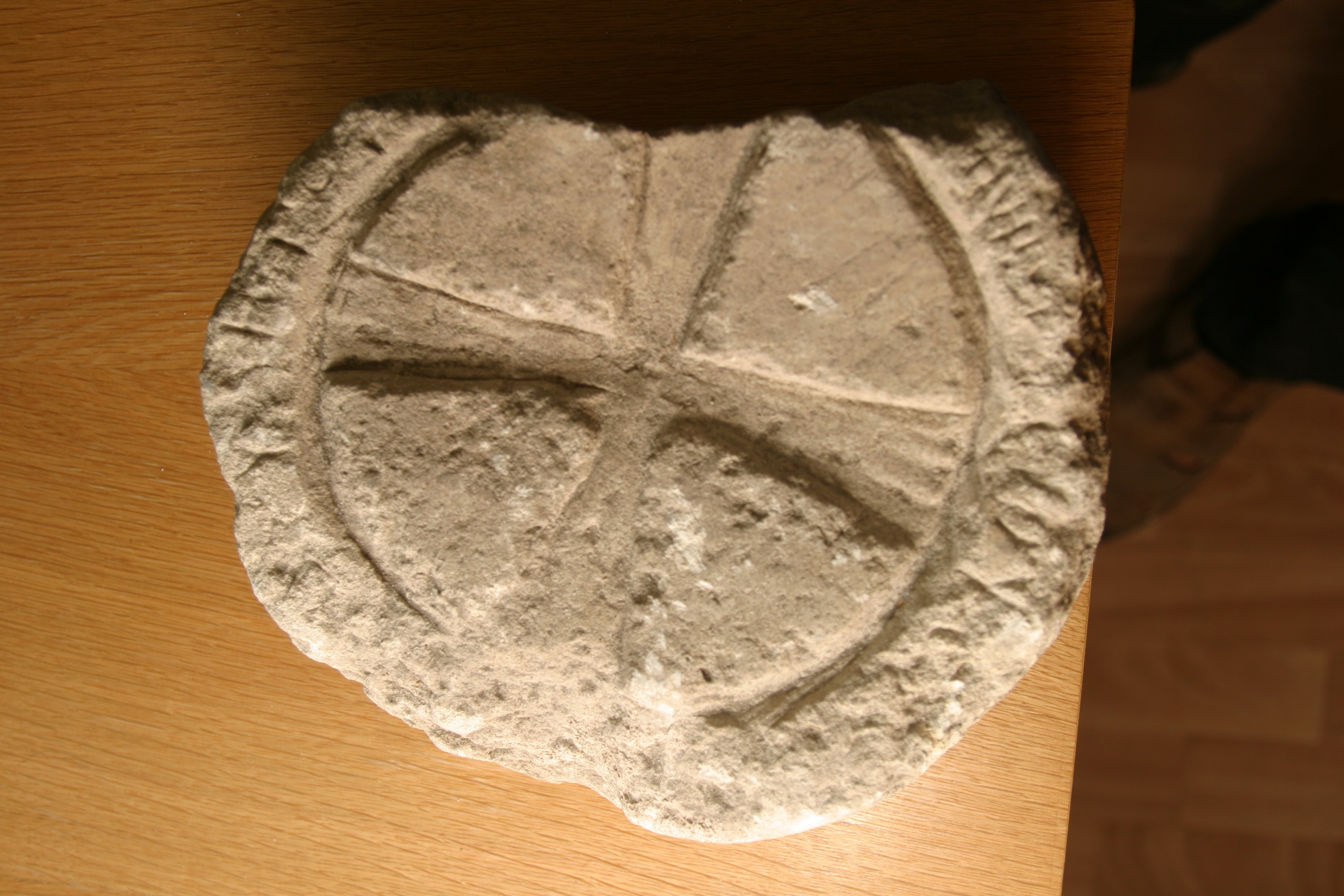
Надгробок невідомого - надгробний напис X-XV століття.
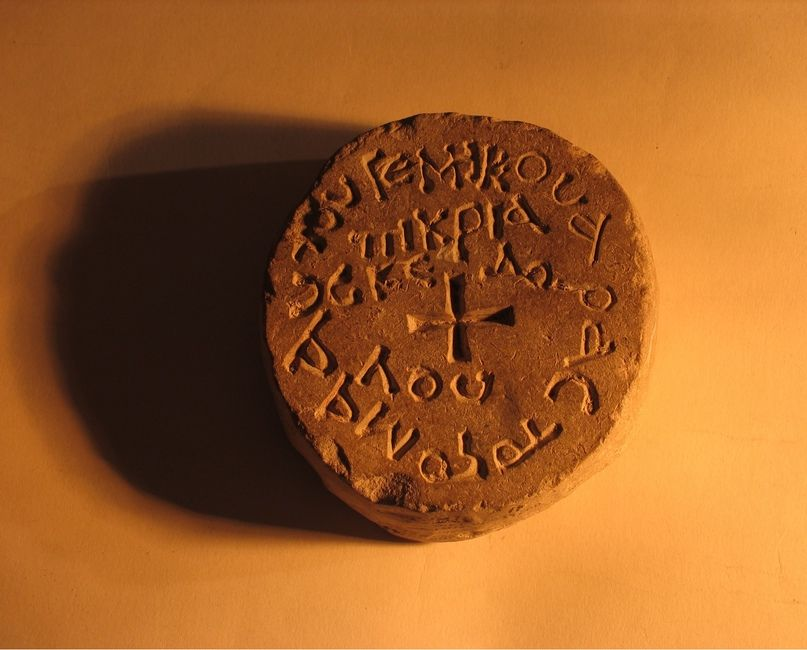
Напис на хлібному штампі X–XII ст.

## Історія базиліки
Історію базиліки поділяють на три будівельні періоди — ранньовізантійський (VI століття), середньовізантійський (IX—X століття) та палеологівський час, які хронологічно збігаються з окремими етапами історії самого Мангупа. Вважається, що невеликий храмовий комплекс на місці базиліки існував з VI століття, що підтверджується археологічними знахідками: у 1938 році була виявлена нижня частина коринфської капітелі з м'яким аканфом — аканф цього типу, як і профільовані мармурові плити з вівтаря масовою продукцією проконнесських майстерень в останні десятиліття V століття та в першій половині VI століття. Аналіз літургійних аспектів храму також дозволяє віднести його створення до ранньовізантійського часу. Н. Барміна вважає, що ранній храм міг бути побудований в IV столітті, а не раніше початку VII століття на його місці споруджується однонефна церква і хрещальня (не пізніше VI століття датується і вапнякова капітель з крещальні місцевої роботи в ранневізантійському коринфському стилі). Раніше існувала версія, що первісний храм було перебудовано на однонефну базиліку не раніше початку VII століття, або у VIII столітті, але в роботі 2017 року Н. Барміна висловила думку, що великий тринефний храм виник лише в IX—XIII столітті на місці ранньої і скромнішої церковної споруди, зруйнованої при захопленні Мангупа хозарами у VIII столітті. Тринефний храм, у свою чергу, згідно з Барміною, був повністю зруйнований наприкінці XIV століття, а князь Олексій відновив лише південну нефу, перетворивши його на подобу палацової каплиці, розписаної фресками (відомо, що ранній храм, прикрашений численними мармурами, загинув у пожежі). На думку А. Герцена в 1420-і — 1430-і роки, за правління князя Олексія, базиліка була відновлена в повному обсязі (два ряди восьмигранних колон з місцевого вапняку, прикрашені «сельджукськими» мотивами та вівтарна перешкода в південній апсиді ставляться істориками до пізнього періоду базиліки). У зв'язку з будівництвом водночас неподалік княжого палацу, відновлений храм мав, крім суто церковних, реалізовувати й представницькі функції: значно перебудовується стіна біля головного входу, портал якого прикрашається складним різьбленням, як парадний вхід для князя відповідно до смаків епохи. Після захоплення Мангупа турками в 1475 році у вигляді базиліки також відбувалися зміни: До південного нефа влаштовується вівтарна апсида, перенесена з іншого храму, яка прикрашається архітектурними деталями, виконаними в новому стилі, в південній галереї будуються приміщення з двома суміжними кімнатами. До початку XVI століття базиліка зазнала остаточного занепаду. Польський дипломат Мартін Броневський в 1578 храм уже не згадує.